# Герасимов, Владимир Иванович (режиссёр)
Владимир Иванович Гера́симов (1907—1989) — советский актёр, музыкант, кинорежиссёр и сценарист.

## Биография
Окончил актерское отделение Кинокурсов имени Б. В. Чайковского (1927).
В 1926—1929 годах — актёр киностудий Союзкино и «Центрпосредрабис» (Москва).
В 1929—1931 годах служил в Красной Армии.
С 1931 года — ассистент режиссёра и режиссёр киностудии «Мосфильм» (в 1949—1951 годах — режиссёр киностудии имени Максима Горького).
Участник Великой Отечественной войны.
Похоронен на Преображенском кладбище (участок 11) рядом с женой Пышковой Галиной Кузьминичной (1918—1987).

## Фильмография
- 1953 — Застава в горах
- 1956 — На подмостках сцены
- 1957 — Гуттаперчевый мальчик
- 1959 — Песня о Кольцове
- 1960 — Испытательный срок
- 1961 — Академик из Аскании
- 1964 — Непридуманная история
- 1966 — Чёрт с портфелем